# Bromma-Teatern

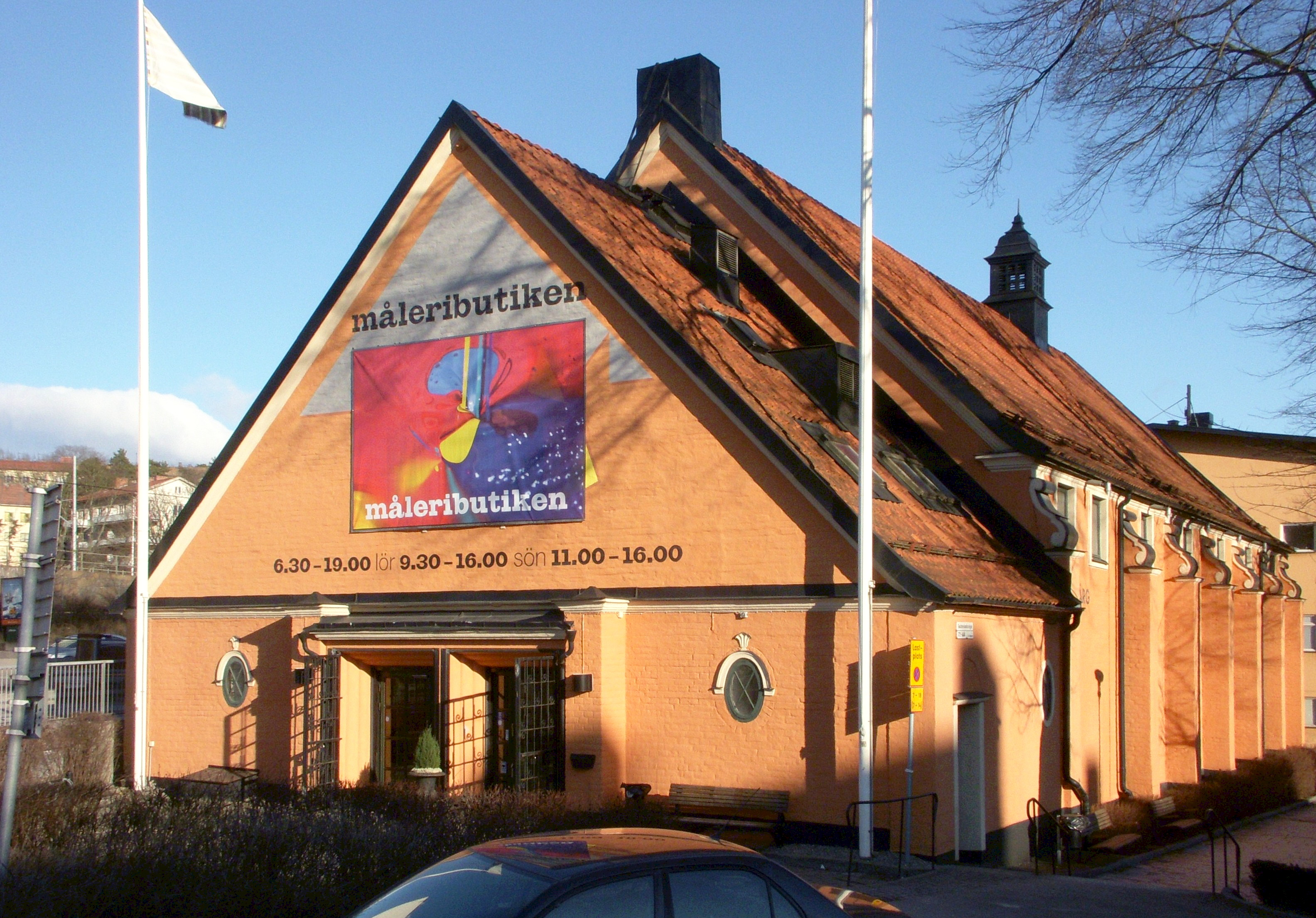
Före detta Bromma teatern 2012.

Bromma-Teatern (även Brommabiografen) var en biograf vid Alviksplan i Bromma, västra Stockholm. Bromma-Teatern låg intill dåvarande Drottningholmsvägen i kvarteret Biografen. Biografen öppnade 1921 och stängde 1971. I byggnaden finns numera en måleributik, Måleributiken i Alvik AB, med adress Drottningholmsvägen 175 vid hörnan av Gustavslundsvägen 172. 
Biografen byggdes 1921-1922 och den första föreställningen gavs den 27 september 1921. Här skulle inte bara visas film utan även uppföras teater. I början hade Bromma-Teatern 494 platser som utökades till 505 platser i samband med en renovering 1936. Då blev Bromma-Teatern en välbesökt förortsbiograf eftersom många människor kom hit från de nybyggda småhus- och villaområdena för att se på film.

## Historik

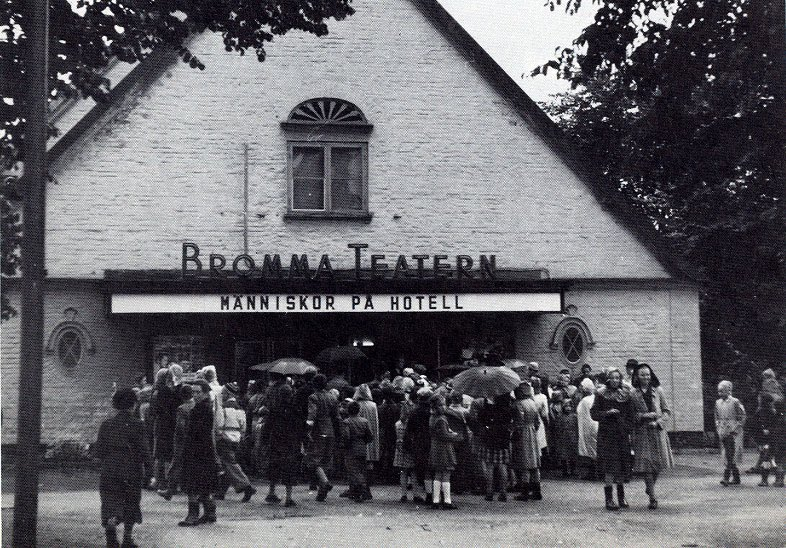
Bromma teatern 1946

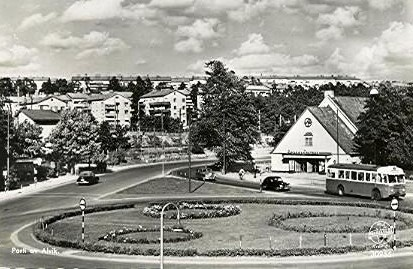
Bromma teatern och Alviksplan 1960-tal

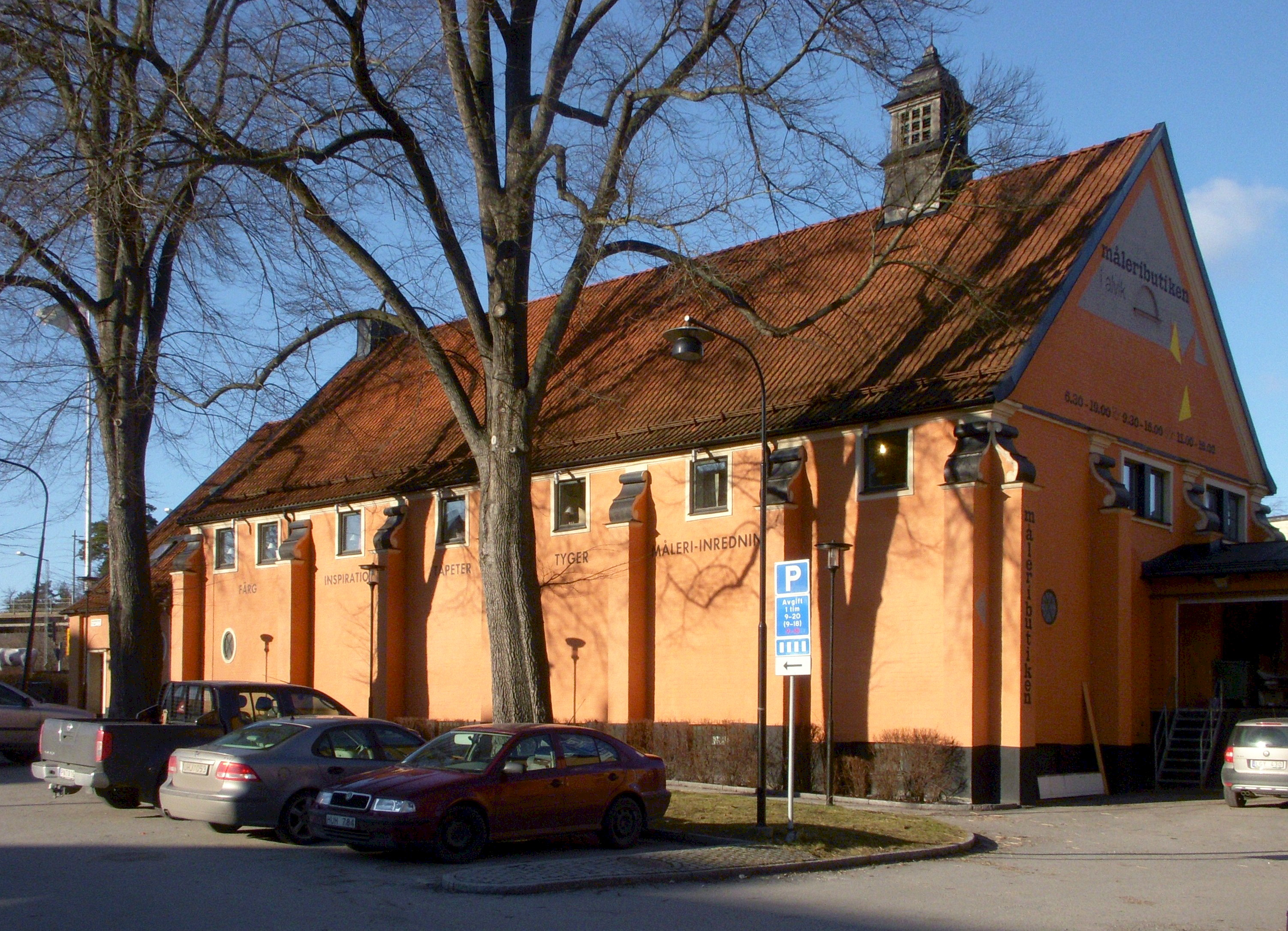
Bromma teatern, fasad mot söder.

År 1921 lät politikern Anna Johansson-Visborg tillsammans med maken Sven Visborg bygga Bromma-Teatern intill dåvarande Drottningholmsvägen, strax väster om nuvarande Tranebergsbron. Anna Johansson-Visborg var ledamot av Stockholms stadsfullmäktige 1916-1950 Visborgska stiftelsen. På ett tidigt stadium hade biografen låtit montera neonljus över entrén, som i klarröda strängar lyste "BROMMATEATERN", men det första namnet var "Brommabiografen".
I mars 1952 övertogs verksamheten av Svensk Filmindustri och deras röda SF-skylt fanns på husets gavelspets mot Alviksplan. Biografen klarade sig fram till april 1971, därefter byggdes den om till bingohall och senare till butik. Den gamla salongen är numera uppdelad i två våningsplan och om Brommabiografen erinrar bara kvartersnamnet Biografen.

### Arkitekter
Teatern ritades av arkitekterna Sven Erik Lundqvist och Gustaf Pettersson (Gustaf E. Pettersson) som en fristående, kyrkliknande byggnad med strävpelare på murarna och brant sadeltak i två höjder. Gustaf Pettersson var arkitekt vid Stockholms stads fastighetskontors egnahemsavdelning, där han ritade flerbostadshus och villor 1917-1922. De första ritningarna till Bromma-Teatern signerades tidigt 1920 av både Sven Erik Lundqvist och Gustaf E. Pettersson. Biografen byggdes 1921-1922 och det var Gustaf Pettersson som fullbordade planerna till hösten 1920 genom en hel del förenklingar, förmodligen på anmodan av beställaren som härigenom kunde räkna med lägre byggkostnader. Fönstren hade gjorts mindre, och en rad högt svarvade vasformer och andra krön som utplacerats på diverse nockar hade också blivit avlägsnade.

### Exteriör och interiör
Biografen uppfördes i murtegel och putsades med en ljust brunröd färg. Bromma-Teaterns första namn var Brommabiografen. Det var ett typiskt stenhus mellan första världskrigets nationalism och 1920-talsklassicismen. Bromma-Teaterns södra vägg gjordes helt sluten. Det är möjligt att väggen var tänkt som skyltvägg mot bil- och spårvägstrafiken, som då hade dragits upp från Alviks strand- och kajområde. Biografens sydsida vette mot spårvägshållplatsen "Alvik". Enligt Gustaf Petterssons ritningar vette biografens sydsida mot spårvägshållplatsen "Alvik" på Nockebybanan, medan norrsidan öppnade sig med en rad fönster av fransk prägel mot ett tilltänkt park- och trädgårdsområde. Här drog man fram huvudleden till öppnandet av Tranebergsbron. Den lägre delen innehöll foajén och den högre delen innehöll biosalongen och teaterscenen. Salongen var dekorerad av Filip Månsson.
Utanför kvarteret Biografen fanns en spårvagnshållplats för Brommabanan med stationsnamnet "Alvik" och som efter 1929 trafikerades av Nockebybanan.